# Huân chương Độc lập và Tự do
Huân chương Độc lập và Tự do (tiếng Trung: 独立自由勋章; bính âm: Dúlì Zìyóu Xūnzhāng) là một giải thưởng quân sự của Cộng hòa Nhân dân Trung Hoa. Huân chương được tạo ra vào năm 1955, để công nhận những quân nhân "nổi bật bởi sự dũng cảm và can đảm" khi chiến đấu với kẻ thù của Trung Quốc trong Chiến tranh Trung–Nhật lần thứ hai. Có ba hạng: Hạng Nhất, Hạng Nhì và Hạng Ba.

## Kiểu mẫu

### Ruy-băng

Hạng Nhất
Hạng Nhì
Hạng Ba